# Sleep (filme)
Sleep (de 1963) é um filme de Andy Warhol, que consiste em uma plano-sequência de John Giorno, o seu amigo íntimo na época, dormindo por cinco horas e vinte minutos. Este filme foi uma das primeiras experiências que Andy Warhol teve com filmagem, e foi especialmente criado para ser um "anti-filme".
Mais tarde, Andy Warhol aumentaria a sua técnica de filmes de plano-sequência para oito horas de filme, como pode ser visto em Empire.
A première deste filme ocorreu no dia 17 de janeiro de 1964. Ele foi apresentado ao Film-makers' Cooperative por Jonas Mekas, um grande amigo de Andy Warhol. Devido à monotonia do filme, por simplesmente mostrar um homem dormindo por mais de cinco horas, e devido também ao seu tempo de duração, duas (das nove pessoas que havia na première) deixaram o recinto na primeira hora de filme.